# Kengyel, Jász-Nagykun-Szolnok
Kengyel  este un sat în districtul Törökszentmiklós, județul Jász-Nagykun-Szolnok, Ungaria, având o populație de 3.780 de locuitori (2011). 

## Demografie
Componența etnică a satului Kengyel
     Maghiari (99,54%)
     Necunoscut (0,18%)
     Alții (0,28%)
Componența confesională a satului Kengyel
     Fără religie (43,7%)
     Romano-catolici (26,27%)
     Reformați (6,32%)
     Necunoscută (23,02%)
     Alte religii (1,69%)
Conform recensământului din 2011, satul Kengyel avea 3.780 de locuitori. Din punct de vedere etnic, majoritatea locuitorilor (99,54%) erau maghiari. Apartenența etnică nu este cunoscută în cazul a 0,18% din locuitori. Nu există o religie majoritară, locuitorii fiind persoane fără religie (43,7%), romano-catolici (26,27%) și reformați (6,32%). Pentru 23,02% din locuitori nu este cunoscută apartenența confesională.